# 宽带因特网连接
宽带因特网连接，简称“宽带”，是相对于通过拨号访问的56千比特率速度而言的高速率因特网访问。一般低速率宽带范围是64千比特率到2兆比特率。

## 技术
目前使用最多的宽带技术为光纖和ADSL。有一部分地区安装了Wi-Fi无线网络。
- 光纖
- ADSL
- 專線
- 衛星網路